# Farkas Ciprián
Dr. Farkas Ciprián magyar várospolitikus, 2019. október 13. óta Sopron polgármestere.

## Élete
Sopronban született, rossz általános iskolai tanulmányi eredményei miatt azonban csak szakmunkásképzőben tanulhatott. A budapesti Pázmány Péter Katolikus Egyetem jogi karán doktorált.
1999 óta a Fidesz soproni szervezetének a tagja. Korábban különböző köz- és kormányhivatalokban dolgozott. A 2014-es  önkormányzati választáson önkormányzati képviselővé választották. 2016 áprilisában a képviselő-testület megbízta a fejlesztési tanácsnoki teendők ellátásával.
Miután 2019 nyarán Fodor Tamás polgármester bejelentette visszavonulását, a Fidesz-KDNP bejelentette, hogy Farkas Ciprián lesz a párt polgármester-jelöltje a 2019-es önkormányzati választáson. A választást végül magas fölénnyel nyerte meg, a szavazatok 56,68%-át szerezte meg.
A 2024-es önkormányzati választáson újraválasztották, miután a szavazatok 50,85%-át szerezte meg. 2025-ben az év polgármesterévé választották.

### Botrányok
2025. február 27-én félbeszakadt a soproni közgyűlés, miután Magyar Péter megjelent ott. A történtekre Farkas Ciprián Facebook-on reagált, szerinte Magyar Péter „hazudozni és balhézni” ment Sopronba.

## Díjai, kitüntetései
- Az év polgármestere (2025)[8]

## Külső hivatkozások
- Farkas Ciprián a Facebookon
- Oldala Sopron hivatalos honlapján